# Санчес, Сандра
Сандра Санчес Хайме (исп. Sandra Sánchez Jaime; род. 16 сентября 1981, Талавера-де-ла-Рейна, Кастилия-Ла-Манча) — испанская каратистка. Чемпионка Олимпийских игр 2020 в Токио. Чемпионка мира в индивидуальных соревнованиях по ката среди женщин на чемпионате мира 2018 года в Мадриде, шестикратная чемпионка Европы (2015—2021). Сандра Санчес входит в Книгу рекордов Гиннеса как завоевавшая наибольшее количество медалей в Премьер-лиге Каратэ1: в период с января 2014 года по февраль 2020 года она выиграла 35 медалей на всех соревнованиях, в которых участвовала.

## Биография
Сандра Санчес родилась 16 сентября 1981 года.

## Карьера

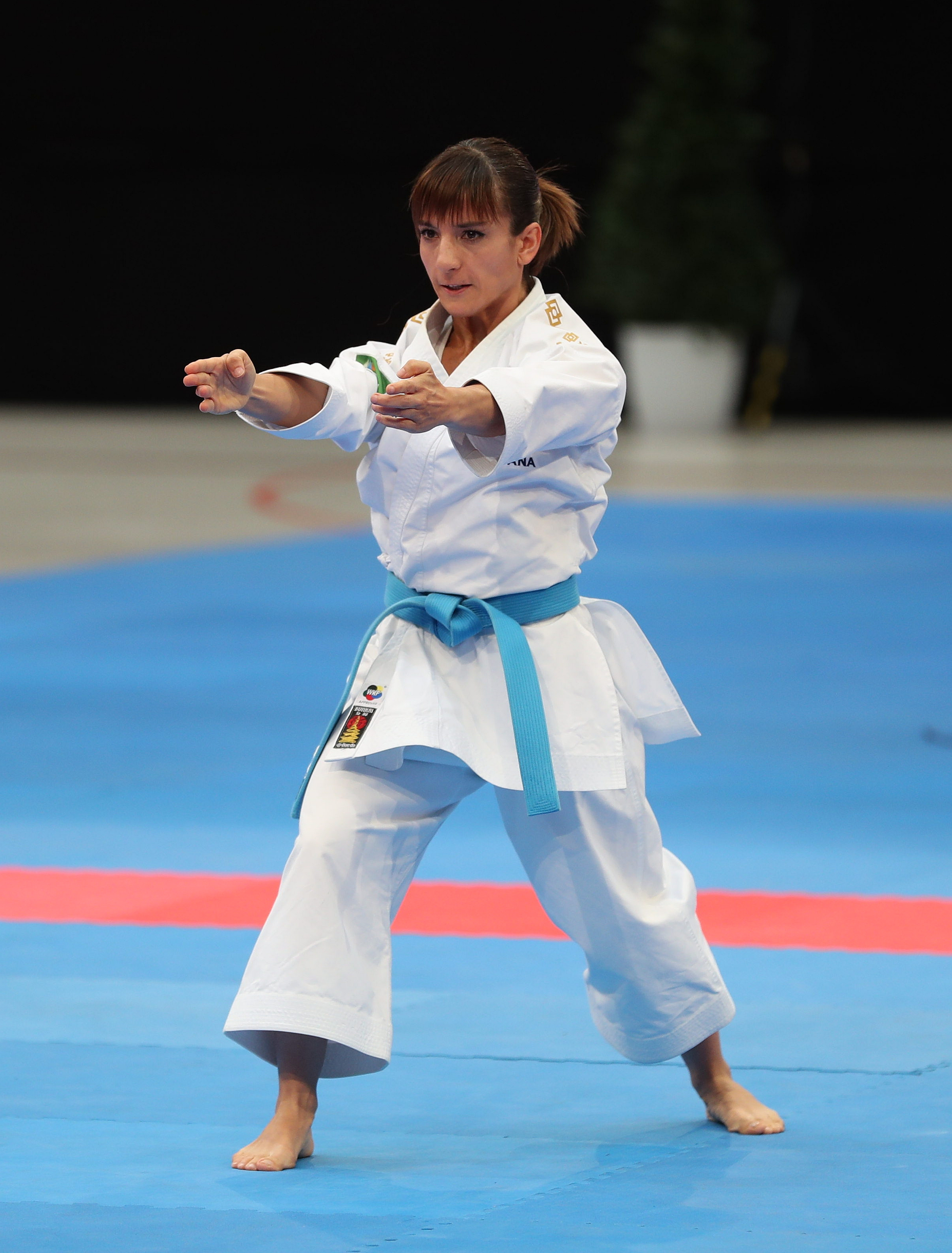
Санчес в 2018 году

В 2015 году она выиграла золотую медаль в женских соревнованиях по ката на чемпионате Европы 2015 в Стамбуле. В том же году она также выиграла золотую медаль в женском ката на Европейских играх 2015 года, проходивших в Баку. В финале она победила Сэнди Скордо из Франции.
На чемпионате мира по карате 2016 года в Линце, она выиграла бронзовую медаль в индивидуальных соревнованиях по ката. В 2017 году она выиграла серебряную медаль в соревнованиях по ката среди женщин на Всемирных играх 2017 года, проходивших во Вроцлаве. В финале она проиграла Киёу Симидзу из Японии.
В 2018 году она выиграла золотые медали на чемпионате Европы в Нови-Саде и на чемпионате мира в Мадриде.
В 2019 году она выиграла золотую медаль в соревнованиях по ката среди женщин на чемпионате Европы в испанской Гвадалахаре. В том же году она также представляла Испанию на Европейских играх 2019 года в Минске и выиграла золотую медаль в индивидуальных соревнованиях по ката. Наконец, она также выиграла золотую медаль в индивидуальных соревнованиях по ката на Всемирных пляжных играх 2019 в Дохе.
В 2021 году она завоевала золотую медаль на чемпионате Европы по карате 2021 года в Порече. На Олимпийских играх в Токио вышла в финал соревнований ката, где встретилась с японкой Киёу Симидзу. По итогу поединка Сандра Санчес стала олимпийской чемпионкой по каратэ.